# 白喉磯鶇
白喉磯鶇为鶲科磯鶇屬下的一種鳥類。這個物種是一種侯鳥，在俄羅斯的貝加爾湖以東地區、中國東北及朝鮮半島北部繁殖，在華南及東南亞過冬。雌雄體色有所差異，其中雄鳥以鈷藍色及栗紅色為主；雌鳥則以灰褐、白、黑為主。
這種鳥的自然棲地包括溫帶森林。

## 描述、行為與飲食
白喉磯鶇平均體重為34克，範圍在32至37克之間。 鳥的體長範圍從16至19（6.3至7.5英寸） 其典型的世代長度為3.8年。
成年雄性白喉磯鶇的下巴和喉部有白色斑塊。 然而，其下側的其餘部分為栗橙色。 成年雌鳥的上部為棕色或橄欖棕色，下部則有明顯的鱗狀斑紋。年幼的雄鳥羽毛為灰色或金棕色，並具有橙色的下側。 鳥體部分呈現鈷藍色和黑色。 其叫聲被形容為"憂鬱、長笛般，拖長的上升哨音"。

## 行為
白喉磯鶇在5月至9月間棲息於其繁殖地。其繁殖地位於混合山地森林。它們在5月至7月之間繁殖，會生兩窩。鳥類的杯狀巢由樹木物質、地衣、細根和苔蘚構成內部，外部則是松針和植物莖。
白喉磯鶇的食物主要是無脊椎動物，包括象鼻蟲、蟋蟀和鱗翅目昆蟲。
白喉磯鶇是一種完全遷徙的物種。

## 分佈與棲地
白喉磯鶇的分佈範圍很大，約1,710,000平方公里。它原生並繁殖於滿洲、俄羅斯遠東地區及鄰近地區；在冬季遷徙至中南半島和中國南部。 偶爾可以在日本看到這種鳥。 牠們也曾在香港和新加坡被觀察到。 雖然其總體數量未知，但並無上升或下降的趨勢。
據說白喉磯鶇在北韓十分稀少。 然而，在中國相對常見，除了沿海地區。
白喉磯鶇的IUCN紅色名錄分類為"無危"。
白喉磯鶇棲息於森林、灌木叢和岩石區域。其生活的海拔範圍為0（0英尺）至1,500（4,900英尺）。

## 歷史
白喉磯鶇首次由斯文豪於1863年描述。
在1988至2000年間，白喉磯鶇在IUCN紅色名錄的分類為"低風險"和"無危"。自2000年以來，唯一的分類為"無危"。
在現代，白喉磯鶇被廣泛飼養為寵物。在某些國家，牠們也被食用。

## 外部連結
- 維基物種上的相關：白喉磯鶇